# 格蕾特·摩根森
格蕾特·摩根森（Grete Mogensen，1963年—），後改名為格蕾特·克拉蓋克傑爾（Grete Kragekjær），是一位來自丹麥的退役女子羽球運動員。
格蕾特·摩根森在1991年IBF世界錦標賽中與容·霍斯特-克里斯滕森一起贏得了混合雙打冠軍。1993年，他們贏得了全英羽球錦標賽冠軍。他們還在1991年的世界羽球錦標賽上獲得了銅牌，並在1993年輸掉了決賽.
1983至1993年間，她為丹麥國家隊出賽47場。